# Пучдалба
Пучдалба (кат. Puigdàlber) - муніципалітет, розташований в Автономній області Каталонія, в Іспанії. Знаходиться у районі (кумарці) Ал Панадес провінції Барселона, згідно з новою адміністративною реформою перебуватиме у складі Баґарії (округи) Барселона.

## Населення
Населення міста (у 2007 р.) становить 449 осіб (з них менше 14 років - 15,4%, від 15 до 64 - 70,2%, понад 65 років - 14,5%). У 2006 р. народжуваність склала 6 осіб, смертність - 8 осіб, зареєстровано 2 шлюби. У 2001 р. активне населення становило 170 осіб, з них безробітних - 11 осіб.

Серед осіб, які проживали на території міста у 2001 р., 303 народилися в Каталонії (з них 247 осіб у тому самому районі, або кумарці), 40 осіб приїхало з інших областей Іспанії, а 4 особи приїхали з-за кордону. 

Університетську освіту має 10,9% усього населення. 

У 2001 р. нараховувалося 118 домогосподарств (з них 21,2% складалися з однієї особи, 23,7% з двох осіб,22,9% з 3 осіб, 17,8% з 4 осіб, 8,5% з 5 осіб, 3,4% з 6 осіб, 0,8% з 7 осіб, 0% з 8 осіб і 1,7% з 9 і більше осіб).

Активне населення міста у 2001 р. працювало у таких сферах діяльності : у сільському господарстві - 6,3%, у промисловості - 31,4%, на будівництві - 10,7% і у сфері обслуговування - 51,6%. 

 У муніципалітеті або у власному районі (кумарці) працює 84 особи, поза районом - 114 осіб.

### Безробіття
У 2007 р. нараховувалося 16 безробітних (у 2006 р. - 10 безробітних), з них чоловіки становили 18,8%, а жінки - 81,2%.

## Економіка

### Підприємства міста

#### Промислові підприємства
| \| Промислові підприємства міста, за сферою діяльності \| Промислові підприємства міста, за сферою діяльності \| Промислові підприємства міста, за сферою діяльності \| \| Рік \| 2002 р. \| 2001 р. \| \| --------------------------------------------------- \| --------------------------------------------------- \| --------------------------------------------------- \| \| Енергетичні та водні ресурси \| 0% \| 0% \| \| Хімія та метали \| 0% \| 0% \| \| Переробка металів \| 0% \| 0% \| \| Продукти харчування \| 42,9% \| 37,5% \| \| Текстиль \| 42,9% \| 50% \| \| Виробництво меблів, видання \| 14,3% \| 12,5% \| \| Інше \| 0% \| 0% \| \| Усього підприємств \| 7 \| 8 \| |         |         |
| Промислові підприємства міста, за сферою діяльності |         |         |
| Рік | 2002 р. | 2001 р. |
| Енергетичні та водні ресурси | 0%      | 0%      |
| Хімія та метали | 0%      | 0%      |
| Переробка металів | 0%      | 0%      |
| Продукти харчування | 42,9%   | 37,5%   |
| Текстиль | 42,9%   | 50%     |
| Виробництво меблів, видання | 14,3%   | 12,5%   |
| Інше | 0%      | 0%      |
| Усього підприємств | 7       | 8       |

#### Роздрібна торгівля
| \| Підприємства роздрібної торгівлі міста, за сферою діяльності \| Підприємства роздрібної торгівлі міста, за сферою діяльності \| Підприємства роздрібної торгівлі міста, за сферою діяльності \| \| Рік \| 2002 р. \| 2001 р. \| \| ------------------------------------------------------------ \| ------------------------------------------------------------ \| ------------------------------------------------------------ \| \| Продукти харчування \| 71,4% \| 66,7% \| \| Одяг та взуття \| 0% \| 0% \| \| Товари для дому \| 0% \| 0% \| \| Книги та періодичні видання \| 0% \| 0% \| \| Промислова хімічна продукція \| 0% \| 0% \| \| Продукція, пов'язана з транспортними засобами \| 0% \| 0% \| \| Інше \| 28,6% \| 33,3% \| \| Усього підприємств \| 7 \| 6 \| |         |         |
| Підприємства роздрібної торгівлі міста, за сферою діяльності |         |         |
| Рік | 2002 р. | 2001 р. |
| Продукти харчування | 71,4%   | 66,7%   |
| Одяг та взуття | 0%      | 0%      |
| Товари для дому | 0%      | 0%      |
| Книги та періодичні видання | 0%      | 0%      |
| Промислова хімічна продукція | 0%      | 0%      |
| Продукція, пов'язана з транспортними засобами | 0%      | 0%      |
| Інше | 28,6%   | 33,3%   |
| Усього підприємств | 7       | 6       |

#### Сфера послуг
| \| Підприємства міста, що працюють у сфері послуг, за діяльністю \| Підприємства міста, що працюють у сфері послуг, за діяльністю \| Підприємства міста, що працюють у сфері послуг, за діяльністю \| \| Рік \| 2002 р. \| 2001 р. \| \| ------------------------------------------------------------- \| ------------------------------------------------------------- \| ------------------------------------------------------------- \| \| Гуртова торгівля \| 10% \| 11,1% \| \| Готелі та готельний бізнес \| 30% \| 33,3% \| \| Транспорт та зв'язок \| 40% \| 33,3% \| \| Посередницькі фінансові послуги \| 0% \| 0% \| \| Послуги підприємствам \| 10% \| 0% \| \| Послуги фізичним особам \| 0% \| 11,1% \| \| Нерухомість та ін. \| 10% \| 11,1% \| \| Усього підприємств \| 10 \| 9 \| |         |         |
| Підприємства міста, що працюють у сфері послуг, за діяльністю |         |         |
| Рік | 2002 р. | 2001 р. |
| Гуртова торгівля | 10%     | 11,1%   |
| Готелі та готельний бізнес | 30%     | 33,3%   |
| Транспорт та зв'язок | 40%     | 33,3%   |
| Посередницькі фінансові послуги | 0%      | 0%      |
| Послуги підприємствам | 10%     | 0%      |
| Послуги фізичним особам | 0%      | 11,1%   |
| Нерухомість та ін. | 10%     | 11,1%   |
| Усього підприємств | 10      | 9       |

## Житловий фонд
У 2001 р. 0,8% усіх родин (домогосподарств) мали житло метражем до 59 м2, 13,6% - від 60 до 89 м2, 25,4% - від 90 до 119 м2 і
60,2% - понад 120 м2.

З усіх будівель у 2001 р. 4,9% було одноповерховими, 87,4% - двоповерховими, 7,7
% - триповерховими, 0% - чотириповерховими, 0% - п'ятиповерховими, 0% - шестиповерховими,
0% - семиповерховими, 0% - з вісьмома та більше поверхами.

## Автопарк
| \| Автомобілі, зареєстровані у місті, за призначенням \| Автомобілі, зареєстровані у місті, за призначенням \| Автомобілі, зареєстровані у місті, за призначенням \| \| Рік \| 2006 р. \| 2005 р. \| \| -------------------------------------------------- \| -------------------------------------------------- \| -------------------------------------------------- \| \| Приватні автомобілі \| 63,1% \| 61,6% \| \| Мотоцикли \| 13,5% \| 15,1% \| \| Вантажівки \| 18,4% \| 19% \| \| Трактори \| 1,5% \| 1,3% \| \| Автобуси та ін. \| 3,4% \| 2,9% \| \| Усього автомобілів \| 407 шт. \| 378 шт. \| |         |         |
| Автомобілі, зареєстровані у місті, за призначенням |         |         |
| Рік | 2006 р. | 2005 р. |
| Приватні автомобілі | 63,1%   | 61,6%   |
| Мотоцикли | 13,5%   | 15,1%   |
| Вантажівки | 18,4%   | 19%     |
| Трактори | 1,5%    | 1,3%    |
| Автобуси та ін. | 3,4%    | 2,9%    |
| Усього автомобілів | 407 шт. | 378 шт. |

## Вживання каталанської мови
У 2001 р. каталанську мову у місті розуміли 99,4% усього населення (у 1996 р. - 99,7%), вміли говорити нею 92% (у 1996 р. - 
90,9%), вміли читати 88,8% (у 1996 р. - 87%), вміли писати 62,2
% (у 1996 р. - 52,4%). Не розуміли каталанської мови 0,6%.

## Політичні уподобання
У виборах до Парламенту Каталонії у 2006 р. взяло участь 236 осіб (у 2003 р. - 237 осіб). Голоси за політичні сили розподілилися таким чином:
| \| Вибори до Парламенту Каталонії \| Вибори до Парламенту Каталонії \| Вибори до Парламенту Каталонії \| \| Рік \| 2006 р. \| 2003 р. \| \| -------------------------------------- \| ------------------------------ \| ------------------------------ \| \| Конвергенція та Єднання (CiU) \| 43,6% \| 48,9% \| \| Соціалістична партія Каталонії (PSC) \| 15,3% \| 18,6% \| \| Народна партія (PP) \| 4,2% \| 4,2% \| \| Ініціатива за зелену Каталонію (IC) \| 5,1% \| 5,1% \| \| Республіканська лівиця Каталонії (ERC) \| 27,5% \| 22,4% \| \| Громадянська партія (C's) \| 0,4% \| 0% \| \| Інші \| 3,8% \| 0,8% \| |         |         |
| Вибори до Парламенту Каталонії |         |         |
| Рік | 2006 р. | 2003 р. |
| Конвергенція та Єднання (CiU) | 43,6%   | 48,9%   |
| Соціалістична партія Каталонії (PSC) | 15,3%   | 18,6%   |
| Народна партія (PP) | 4,2%    | 4,2%    |
| Ініціатива за зелену Каталонію (IC) | 5,1%    | 5,1%    |
| Республіканська лівиця Каталонії (ERC) | 27,5%   | 22,4%   |
| Громадянська партія (C's) | 0,4%    | 0%      |
| Інші | 3,8%    | 0,8%    |

У муніципальних виборах у 2007 р. взяло участь 335 осіб (у 2003 р. - 282 особи). Голоси за політичні сили розподілилися таким чином:
| \| Муніципальні вибори \| Муніципальні вибори \| Муніципальні вибори \| \| Рік \| 2007 р. \| 2003 р. \| \| -------------------------------------- \| ------------------- \| ------------------- \| \| Конвергенція та Єднання (CiU) \| 38,8% \| 26,6% \| \| Соціалістична партія Каталонії (PSC) \| 14,9% \| 20,6% \| \| Народна партія (PP) \| 0% \| 0% \| \| Ініціатива за зелену Каталонію (IC) \| 0% \| 0% \| \| Республіканська лівиця Каталонії (ERC) \| 0% \| 0% \| \| Громадянська партія (C's) \| 0% \| 0% \| \| Інші \| 46,3% \| 52,8% \| |         |         |
| Муніципальні вибори |         |         |
| Рік | 2007 р. | 2003 р. |
| Конвергенція та Єднання (CiU) | 38,8%   | 26,6%   |
| Соціалістична партія Каталонії (PSC) | 14,9%   | 20,6%   |
| Народна партія (PP) | 0%      | 0%      |
| Ініціатива за зелену Каталонію (IC) | 0%      | 0%      |
| Республіканська лівиця Каталонії (ERC) | 0%      | 0%      |
| Громадянська партія (C's) | 0%      | 0%      |
| Інші | 46,3%   | 52,8%   |